# Kerkem
Kerkem is een dorpje in de Belgische provincie Oost-Vlaanderen. Het maakt samen met het grotere Maarke deel uit van Maarke-Kerkem, een deelgemeente van de gemeente Maarkedal.

## Geschiedenis
De naam zou de betekenis hebben van een woning of nederzetting bij een kerk. Reeds in de vroege middeleeuwen zou er een nederzetting zijn geweest.
Op het eind van het ancien régime werd bij de oprichting van de gemeenten Kerkem een zelfstandig gemeente. In 1820 werd deze gemeente weer samengevoegd met Maarke tot Maarke-Kerkem. In 1977 werd dit Maarke-Kerkem een deelgemeente van de nieuwe fusiegemeente Maarkedal.
In Kerkem bestaat een voormalig klooster van de Zusters van Barmhartigheid van Ronse. Dezen kwamen in 1897 naar Kerkem om een in 1893 gestichte school te leiden. In 1964 werd het klooster opgeheven en in 1972 sloot ook de school.

## Bezienswaardigheden

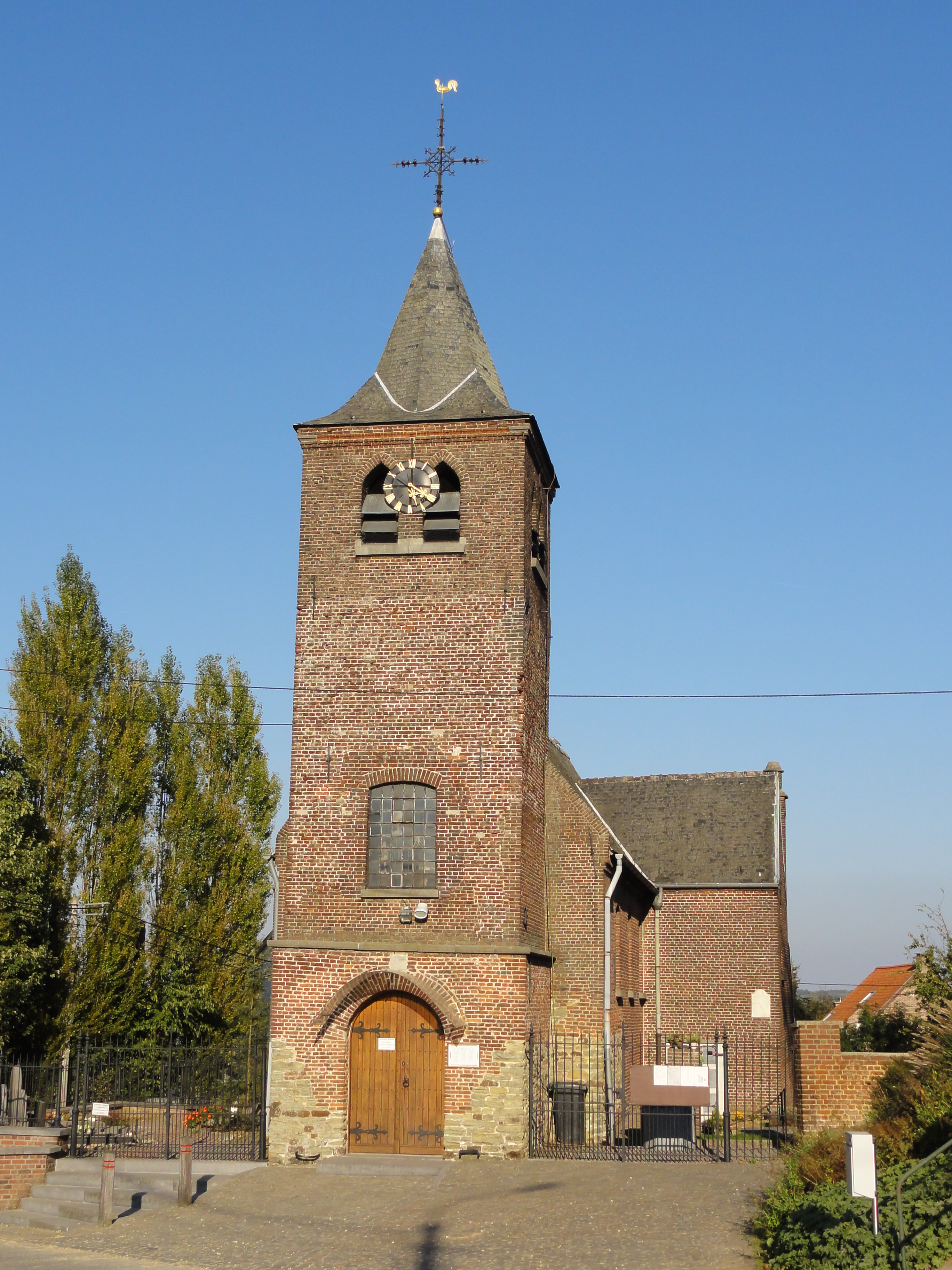
Sint-Petruskerk

De Sint-Petruskerk heeft een bouwgeschiedenis die teruggaat tot de middeleeuwen. De kerk kreeg haar huidig aanzicht vooral door aanpassingen in de 18e eeuw en vergrotingen op het eind van de 19e eeuw. Het interieur telt diverse stukken uit de 17e eeuw, waaronder het orgel, een zeldzaamheid in de regio. De kerk en het omliggende landschap zijn als monument en landschap beschermd sinds 1976.

## Natuur en landschap
Kerkem ligt in de Vlaamse Ardennen op een hoogte van 74 meter. In het oosten loopt de Pauwelsbeek naar het noorden om uit te monden in de Maarkebeek. Ten noorden van Kerkem loopt de hoogte op tot 99 meter en in het dal van de Pauwelsbeek is deze ongeveer 33 meter.

## Nabijgelegen kernen
Maarke, Schorisse, Louise-Marie, Ronse